# 厚生経済学
厚生経済学（こうせいけいざいがく、英: Welfare economics）とは、経済学の規範理論（英: normative theory）的研究の総称である。厚生経済学はミクロ経済学の主要な一分野として位置づけられ、記号論理学の手法が積極的に用いられる一方で、倫理学とも密接な関係がある。また、アロー以降の厚生経済学は、社会選択理論（英: social choice theory）とかなりの程度で同義である。
ケネス・アロー（1972年ノーベル賞受賞）やアマルティア・セン（1998年ノーベル賞受賞）らは、厚生経済学を「現実的あるいは仮想的な経済システムや経済政策を批判的に検討し、人々の福祉の観点からその性能を改善するために、代替的な経済システムや経済政策の設計および実装を企てる経済学の一分野」と定義している。

## 歴史
「厚生経済学」の名称はアーサー・セシル・ピグーが1920年に出版した著書『厚生経済学』において初めて使用されたが、現代ならば厚生経済学と称されるであろう研究は少なくともアリストテレスの時代から連綿と道徳哲学ないし倫理学として継承されてきた。ピグーの研究は18世紀のジェレミー・ベンサムとニコラ・ド・コンドルセらの研究を綜合したものであったが、誕生からわずか10年余りでライオネル・ロビンズの批判に直撃されて瓦解した。これらの研究は旧厚生経済学と呼ばれる。旧厚生経済学に対し、1930年代を席巻した序数主義的経済学の情報的基礎と接合した、ジョン・ヒックスらの補償原理学派やケネス・アローらの社会厚生関数学派は新厚生経済学と呼ばれる。 また、アマルティア・センは、厚生経済学におけるデータ使用の範囲の拡大を主張し、厚生経済学のおける倫理を明確化する議論の必要性を論じた。

## 厚生経済学の基本定理
厚生経済学の基本定理（英: fundamental theorems of welfare economics）とは、完全競争下の均衡状態における資源配分とパレート効率的な資源配分との対応関係を述べる定理であり、次の2つの定理から成る。
- 厚生経済学の第1定理 - 市場の普遍性（英: universality of market）と完全競争（英: perfect competition）の仮定が満たされるとき、ワルラス均衡が実現する資源配分はパレート効率的である[9]。
- 厚生経済学の第2定理 - 市場の普遍性、完全競争、凸環境（英: convex environment）の仮定が満たされるとき、一括型（英: lump-sum）の適当な課税・補助金によって、任意のパレート効率的な資源配分がワルラス均衡として実現される[10]。

## ノーベル経済学賞
ジョン・ヒックス（1972年）、ケネス・アロー（1972年）、アマルティア・セン（1998年）らが、厚生経済学に関する業績によってノーベル経済学賞を受賞している。